# 川出敏裕
川出 敏裕（かわいで としひろ、1967年 - ）は、日本の法学者。専門は刑事訴訟法・刑事政策。業績としては別件逮捕・勾留に関する研究が知られる。東京大学大学院法学政治学研究科教授。日本刑法学会理事長。岐阜県出身。

## 学説
川出は別件逮捕・勾留の問題につき以下の見解を示した。
逮捕・勾留の目的が逃亡の防止と罪証隠滅の防止であって、取調べ等の捜査はその目的ではないこと(逮捕・勾留と取調とは無関係)を前提にすれば逮捕・勾留中の取り調べ等の捜査の実態が逮捕・勾留の違法を導くことはないこととなる。そこで、身柄拘束期間中の取り調べ等の捜査の実態と、逮捕・勾留の適否との中間に、「起訴前の身柄拘束期間の趣旨」(逮捕・勾留被疑事実について起訴・不起訴を決すべく捜査を尽くすべき期間)を媒介項として入れることによって、取調べ等の捜査の実態を逮捕・勾留の適否の判断に反映できるようにしたのである。
そしてこの「起訴前の身柄拘束期間の趣旨」から、①別件による逮捕・勾留中に、その理由とされた被疑事実について起訴・不起訴のための捜査が完了したときは、仮に逃亡または罪証隠滅のおそれがなお存在していたとしても、もはや身柄拘束を継続する必要はなく、それ以後の身柄拘束は違法である、②別件の捜査自体は身柄拘束期間の終了時点まで継続していも、本件についての取調べを介在させたために、別件のみの取り調べを行っていた場合よりも、身柄拘束期間が長期化した場合には、別件の捜査のために本来必要であった期間以後の身柄拘束は違法である、さらに①あるいは②に当たらない場合、つまり別件についての要件が欠けているとは言えない場合に、③取り調べを含めた捜査状況から、当該逮捕・勾留が別件による逮捕・勾留としての実体を失い、本件による逮捕・勾留であると評価されるときは、本件について逮捕・勾留の要件が満たされていないから、当該逮捕・勾留は違法であるとする(「起訴前の身柄拘束期間の趣旨説」と呼んでもよいであろう)。
川出説の「本籍」は本件基準説にあるといえ、これは基本的に別件基準説に立つ平成12年判決決定（実体喪失説）とは異なるものである。
川出説は右の理論によって、別件逮捕・勾留の違法根拠をかつての「令状審査段階における捜査官の内心の意図・目的」による令状主義潜脱に求めるのではなく、「身柄拘束中の捜査の実態」にこそ存在し、これを令状主義違反とする論理構成を提唱することに成功した。

## 学歴
- 1985年 岐阜県立岐阜高等学校卒業
- 1988年 司法試験第二次試験合格
- 1989年 東京大学法学部卒業[2]

## 職歴
- 1989年 東京大学法学部助手（学士助手）[2]
- 1992年 東京大学大学院法学政治学研究科助教授[2]
- 2005年 東京大学大学院法学政治学研究科教授[2]

## 著書
- 『別件逮捕・勾留の研究』（東京大学出版会、1998年）
- 『わかりやすい犯罪被害者保護制度』（有斐閣、2001年）（共著）
- 『ケースブック刑事訴訟法（第5版）』（有斐閣、2018年）（共著）
- 『刑事手続法の論点』(立花書房、2019年)
- 『判例講座刑事訴訟法〔捜査・証拠篇］（第2版）』（立花書房、2021年）
- 『少年法（第2版）』（有斐閣、2022年）
- 『刑事政策（第3版）』（成文堂、2023年）（共著）
- 『判例講座刑事訴訟法〔公訴提起・公判・裁判・上訴篇］（第2版）』（立花書房、2023年）